# Mesembriomys gouldii
Mesembriomys gouldii är en däggdjursart som först beskrevs av Gray 1843.  Mesembriomys gouldii ingår i släktet Mesembriomys och familjen råttdjur. IUCN kategoriserar arten globalt som sårbar. Inga underarter finns listade i Catalogue of Life.
Artepitetet i det vetenskapliga namnet hedrar naturforskaren John Gould.
Med en kroppslängd av 25 till 31 cm, en svanslängd av 32 till 41 cm och en vikt av 650 till 880 g är Mesembriomys gouldii ett av de största råttdjuren i Australien. På ovansidan förekommer grå päls som kan ha en brun eller rödaktig skugga. Vid slutet av den långa svarta svansen finns en vit tofs. Fötterna är svarta och vid varje öra finns en svart fläck på huvudet. Dessutom har öronen en svartaktig färg.
Arten förekommer med flera från varandra skilda populationer i norra Australien. Den lever i låglandet och i kulliga områden upp till 700 meter över havet. Habitatet utgörs av olika slags skogar som ofta har tät undervegetation.
Individerna går på marken och klättrar i växtligheten. Boet ligger uppe i trädet. Dräktigheten varar 43 eller 44 dagar och sedan föds vanligen tre ungar. Mesembriomys gouldii är aktiv på natten och vilar på dagen i trädens håligheter, i det täta bladverket eller under byggnadernas tak. Den äter främst frukter, blommor och andra växtdelar som kompletteras med några ryggradslösa djur. Honor kan vara brunstiga under alla årstider men de flesta ungar föds under den torra perioden.